# Alberto I de Baviera
Alberto (o Albrecht) de Wittelsbach, también llamado Alberto I de Baviera (Munich, 25 de julio de 1336-La Haya, 13 de diciembre de 1404), fue un señor feudal que ejerció sus poderes en varias zonas de Europa. Fue Duque de Baviera-Straubing, conde de Holanda, de Zelanda y de Henao de 1389 a 1404.

## Biografía
Alberto fue el tercer hijo de Luis IV, Emperador del Sacro Imperio, duque de Baviera y después emperador, con su segunda mujer Margarita II de Avesnes, condesa de Henao, de Holanda y de Zelanda, que era hija de Guillermo III, conde de Holanda y de Henao.
Alberto tenía sólo diez años cuando murió su padre, dejando la mayor parte de su herencia bávara a su medio hermano (de mayor edad) Luis V de Baviera, pero con algunos arreglos para con sus hermanos menores.

### Conde de Holanda
Al morir su hermano Guillermo, en 1388, Alberto que hasta entonces había sido Ruwaard, o Protector de Holanda, fue solemnemente reconocido conde de Holanda y Zelanda y señor de Frisia por la nobleza y las ciudades que el mismo año le instalaron y prestaron juramento de fidelidad.
El nuevo conde había fijado su residencia en La Haya, desde tiempo atrás, donde en 1386 había perdido a su esposa, la duquesa Margarita. Alberto puso sus ojos en Adelaida, hija de Juan de Poelgeest, que según la historia era de gran belleza. El conde concedió favores y privilegios a aquellos que le recomendaba su amante, lo que provocó el descontento de los no favorecidos. Guillermo, conde de Oostervant e hijo de Alberto, más descontento o menos paciente que los otros, celoso de ella, procuró su desgracia. El 22 de septiembre de 1390, la bella Poelgest fue asesinada por varios hombres armados en el palacio de La Haya. Guillermo Keiser, mayordomo de Alberto, que quiso defenderla de los conjurados, también fue apuñalado.
Todos los que participaron en el doble asesinato huyeron. Guillermo de Oostervant se refugió en Altena a cubierto del resentimiento de su padre. Alberto puso asedio a Altena, cuyo castillo, batido por fuerte artillería, fue tomado y arrasado.
Oostervant, que había huido antes de Altena, buscó nuevo refugio en Bois-le-Duc y de allí pasó a Francia, donde estuvo exiliado hasta 1395, año en el que padre e hijo se reconciliaron.

### Guerra con los frisones
Alberto amaba la paz y no pensó en hacer una guerra contra los frisones si las divisiones que entre ellos existían no le hubieran casi forzado a ello. Sin embargo, aprovechó la ocasión, y el pretexto de vengar la muerte de su tío Guillermo le pareció adecuado para cubrir el deseo que tenía de someter esta provincia y restablecer la autoridad que habían tenido sus predecesores. Pero una expedición tan importante demandaba un jefe experimentado. Alberto no conocía otro más capaz que su propio hijo Guillermo de Oostervant. La necesidad favoreció la reconciliación entre padre e hijo.
En agosto de 1396 el ejército holandés, al que se habían sumado mercenarios franceses, ingleses y alemanes, desembarcó en Kuinre. Los holandeses consiguieron una victoria completa sobre los frisones y arrasaron el país. Después de esta expedición el ejército se reembarcó y, a comienzos del invierno, regresó a Enkhuizen, donde Alberto pagó a los mercenarios y los licenció.
Al año siguiente, los frisones se volvieron a sublevar y expulsaron a las guarniciones neerlandesas. Guillermo de Oostervant volvió en 1398 a Frisia y asedió Stavoren, la tomó e impuso a sus habitantes un tributo anual. Nuevamente se alzaron los frisones e intentaron asediar Stavoren. Guillermo volvió a la carga y logró que Groninga reconociera la soberanía de Alberto. 
Otra sublevación frisona, en ausencia de Oostervant, obligó a Alberto a concertar una tregua porque, además, el tesoro estaba exhausto por los gastos de una guerra que había durado más de cinco años.

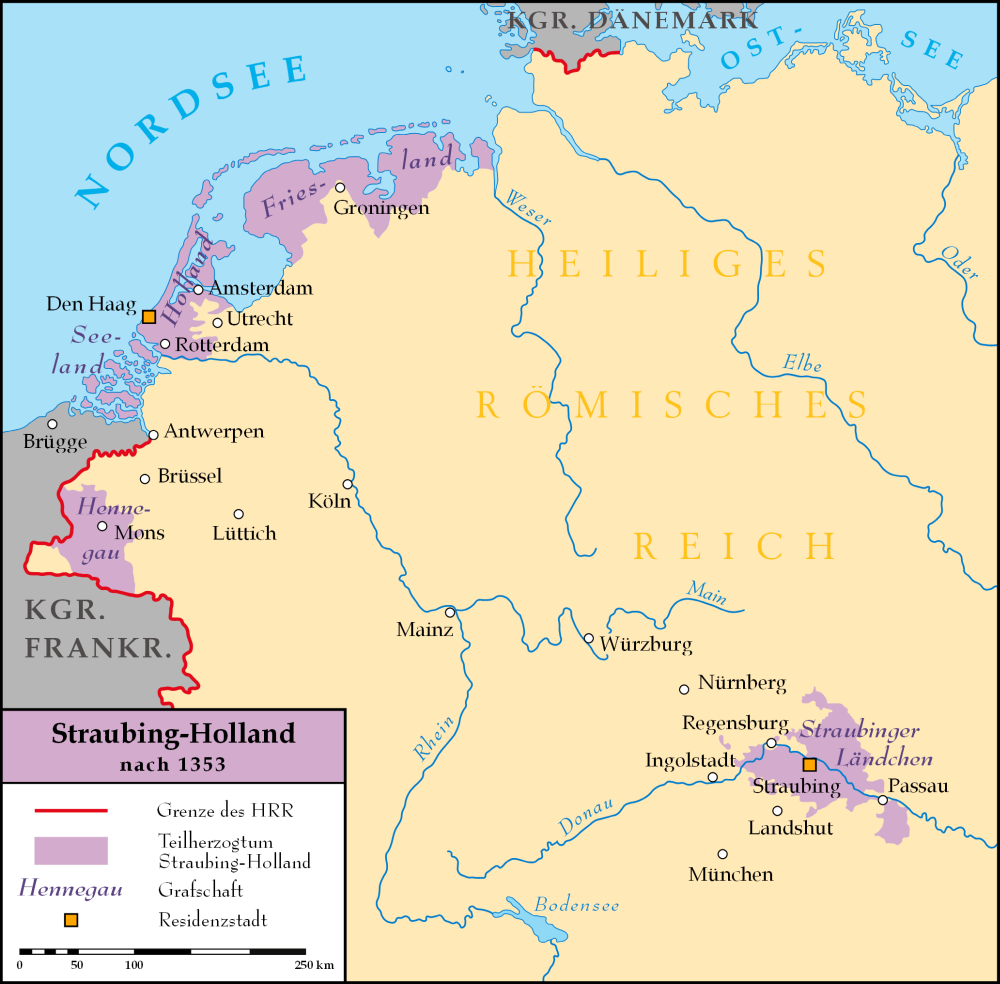
Los estados de Alberto I

### El gobernante
Alberto I murió en La Haya el 13 de diciembre de 1404 después de haber gobernado sus dominios durante cuarenta y seis años. Algunos escritores han alabado su piedad, dulzura y justicia. Otros le han reprochado el gran número de hijos ilegítimos que dejó; pero sobre todo su falta de firmeza y de coraje. Se dijo que jamás hubiera iniciado la guerra con Frisia si su hijo hubiera rechazado dirigir el ejército.
Alberto murió tan cargado de deudas que su viuda, Margarita de Clèves, con un vestido prestado (tal y como exigía la costumbre), marchando delante del ataúd de su marido, renunció solemnemente a la sucesión del difunto.

## Familia e hijos
Alberto se casó en Passau con posterioridad al 19 de julio de 1353 con Margarita de Brieg (1342/43–1386) y tuvo siete hijos, llegando todos ellos a la edad adulta:
1. Catalina (Hattem, c. 1361-1400), casada en Geertruidenberg en 1379 con Guillermo I de Gelders y Jülich.
2. Juana (c. 1362-1386), mujer de Wenceslao, Rey de Romanos.
3. Margarita (Dijon, 1363 - 23 de enero de 1423), casada en Cambrai en 1385 con Juan sin Miedo, Duque de Borgoña.
4. Guillermo II de Wittelsbach, conocido también como Guillermo VI, Conde de Holanda (1365-1417).
5. Alberto II de Baviera-Straubing (Kelheim, 1369-21 de enero de 1397)
6. Juana Sofía (Viena, c. 1373-15 de noviembre de 1410), casada el 15 de junio de 1395 con Alberto IV de Austria.
7. Juan, Conde de Holanda (1374/76-1425), Obispo de Lieja.

Alberto contrajo un segundo matrimonio en 1394 en Heusden con Margarita de Clèves (c. 1375-1412), hermana de Adolfo I, Duque de Cléveris, sin descendencia.
Alberto también tuvo varios hijos ilegítimos con diferentes mujeres en Holanda:
- Guillermo de Baviera y Schagen (ca. 1389-1473), también llamado Bastardo de Holanda,[4] hijo de Jonkvrouw (Señorita) Maria van Bronckhorst; recibió el gobierno de Schagen en 1427 y se convirtió en almirante de Holanda. Sus descendientes por línea masculina continuaron existiendo en los Países Bajos durante muchas generaciones, hasta Albrecht Nicolaas de Baviera y Schagen (1666-1727). El nombre y el escudo de armas pasaron luego a la familia Van Aerssen.
- Eduard de Baviera-Hoogwouderban-Aartswoud (ca. 1400-1458),[5] señor de Hoogwoud y Aertswoud, Bailío de La Haya y consejero en la corte de Holanda.
- Lodewijk de Baviera y Vlissingen, Señor de Vlissingen.
- Juana de Baviera, casada con Guy, bastardo de Borgoña (c. 1396-1436), hijo ilegítimo del duque Juan Sin Miedo.
- Margarita de Baviera, casada en 1405 con Dirk van Santhorst.
- Natalia de Baviera, casada en 1400 con Bertoldo II de Assendelft.
- Dirk de Baviera, Decano en La Haya.
- Adrián de Baviera (c. 1385-1418), magistrado en Dordrecht, caído en el asedio de la ciudad en 1418.